# 크리스 클러그
크리스 클러그(영어: Chris Klug)로 잘 알려진 크리스토퍼 제프리스 클러그(영어: Christopher Jeffries Klug, 1972년 11월 18일~)는 미국의 스노보드 선수로 주 종목은 평행대회전과 평행회전이다. 올림픽에 3회 출전하여 2002년 동계 올림픽에서 남자 평행대회전 동메달을 획득했다.